# 김일현
김일현(金日鉉, 1922년 4월 28일 ~ 1950년 6월 26일)은 대한민국의 군인이다. 한국 광복군 제3지대장을 지낸 김학규의 장남이다. 본관은 안동이다.

## 생애
대한광복군 제3지대장을 지낸 김학규의 장남이다. 본관은 안동이다.
건국훈장 애국장을 받은 독립운동가 전준벽(田畯闢)의 손녀 전봉애(田鳳愛)와 결혼하였으며 육군사관학교(7기)를 졸업하였다.
그 뒤 육군 소위 임관되었고 1950년 육군 대위로 한국 전쟁이 발생하자 동두천 전투에서 육군 제7사단 1연대 중대장으로 참전했다가 전사하였다.
사후 1954년 화랑무공훈장이 추서됐다. 김일현 전봉애 부부 사이에는 딸이 둘 있다

## 학력
- 1948년 육군사관학교 7기 졸업
- 1949년 육군보병학교 졸업

## 가족 관계
- 조부 : 김기섭
- 조모 : 선우순(鮮于順)
  - 숙부 : 사망
- 부 : 김학규(金學奎)
- 모 : 김봉수(金鳳洙)
  - 누이 : 김탄실, 김은순
  - 이복형제 : 김일진
- 처 : 전봉애(田鳳愛), 독립운동가 전준벽(田畯闢)의 손녀

## 같이 보기
- 김학규
- 김일련
- 김성범